# تنگه‌بین
تنگه‌بین (به لاتین: Təngəbin) یک منطقهٔ مسکونی در جمهوری آذربایجان است که در شهرستان لریک واقع شده‌است.

## مردم
تنگه‌بین ۲۲۷ نفر جمعیت دارد.

## ریشه واژه
تنگه‌بین از دو واژه تالشی تنگه به‌معنی دره باریک و بن یا بین به‌معنی پایین تشکیل شده و معنی آن روستای واقع در پایین دره است.